# O Santo (filme)
The Saint (Brasil e Portugal: O Santo) é um filme de espionagem de ação e suspense de 1997 dirigido por Phillip Noyce e escrito por Jonathan Hensleigh e Wesley Strick, baseado no personagem Simon Templar, criado pelo escritor Leslie Charteris e interpretado por Val Kilmer. O personagem título é um ladrão e mestre dos disfarces que usa a alcunha de variados santos católicos, e na trama do filme acaba sendo contratado por um magnata russo da energia (Rade Šerbedžija) para roubar a fórmula da fusão a frio de uma cientista (Elisabeth Shue). O filme foi um sucesso de bilheteria, faturando US$169.4 milhões no mundo inteiro, aluguel de US$28,2 milhões e vendas contínuas de DVD.
É vagamente baseado no personagem Simon Templar criado por Leslie Charteris em 1928 para uma série de livros publicados como "The Saint", que durou até 1983. O personagem Saint também apareceu em uma série de filmes de Hollywood feitos entre 1938 e 1954 , uma série de rádio dos anos 1940 estrelada por Vincent Price (e outros) como Templar, uma popular série de televisão britânica dos anos 1960 estrelada por Roger Moore e uma série dos anos 1970 estrelada por Ian Ogilvy.

## Sinopse
No orfanato de Santo Inácio, um garoto rebelde chamado John Rossi se refere a "Simon Templar" e lidera um grupo de colegas órfãos enquanto tentam fugir para fugir de seu tratamento severo. No momento em que Simon é capturado pelo sacerdote chefe, ele testemunha a trágica morte de uma garota, de quem ele gostava, quando ela acidentalmente cai de uma varanda.
Quando adulto, Simon (Val Kilmer) - agora um ladrão profissional apelidado de "O Santo" por usar os nomes de santos católicos como pseudônimos - rouba um microchip valioso pertencente a uma companhia de petróleo russa. Simon monta o roubo durante uma manifestação política realizada pelo proprietário da empresa, Ivan Tretiak (Rade Šerbedžija). Tretiak é um ex-chefe do partido comunista e um bilionário oligarca de petróleo e gás que está reunindo apoio contra o presidente russo. Simon é pego em flagrante pelo filho de Tretiak, Ilya ( Valery Nikolaev ), mas escapa com o microchip. Depois de descobrir o assalto, Tretiak entra em contato com Simon e o contrata para roubar uma revolucionária fórmula de fusão a frio descoberta pela eletroquímica norte-americana Emma Russell (Elisabeth Shue). Ele deseja adquirir a fórmula de Emma - que cria energia limpa e barata - para poder monopolizar o mercado de energia durante uma grave escassez de petróleo na Rússia.
Usando o pseudônimo "Thomas More", Simon se apresenta como um viajante Boer e rouba a fórmula depois de ter uma noite com Emma. Tretiak descobre que a fórmula de Emma está incompleta e ordena que seus capangas, liderados por Ilya, matem Simon e sequestrem Emma para obter as informações restantes. Desolada, Emma relata o roubo ao inspetor Teal (Alun Armstrong) e a inspetora Rabineau (Charlotte Cornwell) da Scotland Yard, que informam que Simon é um ladrão internacional procurado. Emma rastreia Simon até um hotel em Moscou e o confronta sobre o roubo e sua traição. A polícia russa, leal a Tretiak, prenda Simon e Emma. No entanto, eles conseguem escapar da van da polícia enquanto são levados para a mansão de Tretiak.
Enquanto fogem pelos subúrbios, Simon e Emma são ajudados por uma prostituta e sua família, que os abrigam em um quarto escondido em sua casa. Mais tarde, eles encontram "Frankie" (Irina Apeksimova), uma comerciante do mercado negro ou Spiv (gíria britânica para um tipo de criminoso mesquinho que negocia mercadorias ilícitas) que lhes vende as direções através de um sistema de esgoto subterrâneo que leva à embaixada dos Estados Unidos. Simon e Emma saem do túnel de esgoto apenas para encontrar Ilya e seus homens esperando por eles entre uma reunião de manifestantes do lado de fora dos portões da embaixada. Emma consegue chegar à embaixada para asilo político em segurança, enquanto Simon se permite ser pego por Ilya como uma distração. Ele escapa depois de montar um carro-bomba que queima Ilya severamente.
Simon instala um dispositivo de escuta no escritório de Tretiak e descobre que planeja um golpe de estado vendendo a fórmula de fusão a frio ao presidente russo Karpov para incriminá-lo por desperdiçar bilhões em tecnologia inútil. Tretiak então planeja usar as consequências políticas para se instalar como presidente. Emma termina as equações para completar a fórmula, e Simon entrega as informações ao físico de Tretiak, Dr. Lev Botvin (Henry Goodman), que constrói um aparato que prova que a fórmula funciona. Simon se infiltra na residência do presidente no Kremlin e o informa sobre a conspiração de Tretiak pouco antes de os legalistas de Tretiak o deterem. Diante de uma reunião maciça na Praça Vermelha, Tretiak faz acusações públicas contra o presidente Anatoly Karpov, mas quando o reator de fusão a frio é iniciado com sucesso, Tretiak é denunciado como uma fraude e preso. Ele também revelou ter causado a escassez de óleo para aquecimento em Moscou, armazenando ilegalmente grandes quantidades de óleo para aquecimento sob sua mansão.
Algum tempo depois, Simon e Emma se reúnem em uma cabana em algum lugar da Inglaterra, onde ele devolve sua fórmula e eles iniciam um relacionamento secreto. Em uma entrevista coletiva na Universidade de Oxford, Emma apresenta sua fórmula de fusão a frio para o mundo. Simon participa disfarçado da conferência e mais uma vez evita ser capturado pelos inspetores Teal e Rabineau quando o veem na multidão. Enquanto se afasta, ouve uma transmissão de rádio noticiosa (dublada por Roger Moore) relatando que US$3 bilhões foram recentemente doados à Cruz Vermelha, ao Exército de Salvação e ao Fundo das Nações Unidas para a Infância. Está implícito que Simon, que tinha acesso às contas de Tretiak, doou o dinheiro anonimamente. Além disso, uma fundação sem fins lucrativos liderada pelo Dr. Botvin está sendo estabelecida para desenvolver a tecnologia de fusão a frio.

## Elenco
- Val Kilmer como Simon Templar
- Elisabeth Shue como Dr. Emma Russell
- Rade Šerbedžija como Ivan Petrovich Tretiak
- Valery Nikolaev como Ilya Tretiak
- Henry Goodman como Dr. Lev Naumovich Botvin
- Alun Armstrong coo Inspetor Teal
- Michael Byrne como Yuri Vereshagin
- Yevgeni Lazarev como Presidente Karpov
- Irina Apeksimova como Aleksa "Frankie" Frankeyevich
- Lev Prygunov como General Leo Sklarov
- Charlotte Cornwell como Inspetora Rabineau
- Tommy Flanagan como Scarface
- Egor Pazenko como Scratchface
- Adam Smith como jovem Simon Templar
- Roger Moore como locutor de rádio
- David Schneider como Bar Waiter
- William Hope como funcionário do Departamento de Estado
- Emily Mortimer como mulher no avião

## Produção
As adaptações cinematográficas do anti-herói de Leslie Charteris, Simon Templar (The Saint), datam do final da década de 1930, quando a RKO Radio Pictures lançou uma popular série de filmes B, com uma sucessão de diferentes atores no papel principal. Depois disso, exceto por duas tentativas francesas malsucedidas de lançar novas séries de filmes, o personagem ficou confinado à televisão: The Saint, uma série dos anos 1960 estrelada por Roger Moore; Return of the Saint, uma atualização dos anos 70 estrelada por Ian Ogilvy; um piloto fracassado em 1987 para a TV americana, The Saint in Manhattan, estrelado por Andrew Clarke; e um conjunto de aventuras feitas na televisão para longas-metragens, produzidas na Austrália em 1989, estrelado por Simon Dutton. Destes, a série de Moore permaneceu a adaptação televisiva definitiva.
Em meados da década de 1980, jornais de fofocas de tabloides como o National Enquirer relataram que Moore planejava produzir um novo filme de Saint, com Pierce Brosnan (então conhecido por interpretar o personagem Remington Steele na TV) sendo considerado para o papel, embora nada tenha surgido deste projeto.
O trabalho de referência The Saint: A Complete History, de Burl Barer (McFarland, 1992), foi escrito em uma época em que outro conjunto de planos estava em andamento para lançar uma nova série de filmes de The Saint, que seria fiel aos escritos originais de Leslie Charteris e apresentam personagens dos livros originais. Este projeto também falhou.
Alguns anos depois, a tentativa da Paramount Pictures de fazer um filme de The Saint começou com a equipe formada por Robert Evans como produtor, Steven Zaillian como escritor e Sydney Pollack como diretor. Ralph Fiennes—recebeu US$1 milhão pelo papel, mas acabou desistindo. Em uma entrevista à revista Premiere de 1994, Fiennes disse que o roteiro—carros velozes, invadindo bancos suíços—não era nada que ele não tivesse visto antes.
Robert Evans deixou o projeto—embora, contratualmente, seu nome permaneça nos créditos do filme final—e David Brown (Jaws, Driving Miss Daisy) assumiu. Uma nova história foi encomendada por Jonathan Hensleigh (Die Hard with a Vengeance), que escalou Simon Templar como um mercenário contratado por um bilionário magnata russo de petróleo e gás para roubar o segredo da fusão a frio de uma cientista americana excêntrica, mas bonita. A história aconteceria em Washington, DC, Nova York, São Petersburgo e Moscou. As cenas incluíam o Dr. Russell saltando de paraquedas enquanto estava amarrado a uma cadeira de rodas e um avião pousando na Praça Vermelha. Darwin Mayflower descreveu-o como um dos principais roteiros não produzidos. Phillip Noyce foi contratado para dirigir.
Fornecendo uma ligação com as séries The Saint dos anos 60 e Return of the Saint dos anos 70, Robert S. Baker, produtor de ambas as séries, foi contratado como produtor executivo do filme.
Em uma entrevista de 1997 com Des O'Connor para seu programa de ITV, Hugh Grant diz que deixou o papel de protagonista após uma reunião com Noyce porque não gostou da abordagem do diretor ao personagem. Hugh Grant, Kenneth Branagh, Mel Gibson, Arnold Schwarzenegger, Christian Slater, George Clooney, Kevin Costner, Johnny Depp e Daniel Day-Lewis recusaram o papel. Val Kilmer foi escalado após se recusar a repetir o papel de Batman/Bruce Wayne em Batman & Robin, de Joel Schumacher, e o roteiro foi reescrito por Wesley Strick para se adequar ao seu estilo.
A reescrita de Strick mudou a ação para Londres e Oxford e fundiu dois vilões ao fazer Tretiak concorrer à presidência, em vez de endossar um candidato a fantoche. Kilmer estava constantemente pressionando por mais disfarces no filme, embora a Paramount quisesse manter essa ideia em sua franquia Mission: Impossible. The Saint, como concebido por Charteris na década de 1930, usava disfarces grosseiros em vez dos sofisticados mostrados neste filme.
Invulgarmente para uma estrela de ação da época (como nos heróis interpretados por Steven Seagal, Bruce Willis ou Mel Gibson), o protagonista de The Saint se absteve de matar e até os principais vilões vivem em julgamento. A versão de Charteris não tinha escrúpulos em tirar outra vida.
Na versão original do filme—como no roteiro original de Jonathan Hensleigh—Emma, tendo escapado da Rússia pela embaixada americana, entra em colapso enquanto dá uma palestra e morre nos braços de Simon Templar. Observando a fita de volta, ele vê Ilya Tretiak esfaqueá-la na perna com a ponta da bengala. Na meia hora final, Simon retorna a Moscou para destruir os planos dos vilões e vingar sua morte. Com a ajuda do Dr. Botvin, ele muda as fórmulas e humilha Ivan Tretiak durante o julgamento do presidente russo. Os Tretiaks fogem da multidão e fogem de volta para sua mansão, com Simon e o exército russo em perseguição. Ivan atira no traiçoeiro Dr. Botvin e, por sua vez, Ilya atira e mata Ivan. Simon chega e encontra os corpos de Botvin e Ivan Tretiak. Simon luta com Ilya na escada enquanto tanques russos batem nas paredes da mansão, expondo e incendiando o vasto estoque de óleo aquecido no porão. Com a escada desintegrando-se ao redor deles, a luta se estende até o candelabro, suspenso acima do óleo ardente. Simon brinca com Ilya com o disco que contém a fórmula para a fusão a frio. Quando ele estende a mão, Simon corta a corda e Ilya cai para uma morte ardente. Voltando à casa de Emma, Simon encontra uma carta dela, uma lágrima enche seus olhos e ele promete usar suas habilidades apenas para o bem.
A romantização apresenta uma versão alternativa na qual Emma vive e Simon e Ilya ainda batalham no lustre. No final, os produtores decidiram cortar a cena da morte de Emma e a batalha de Templar com Ilya, inseriram imagens dos Tretiaks sendo presos e filmaram um novo epílogo em Oxford. (As imagens do final original aparecem com destaque no trailer do filme.)
O filme apresentava o Volvo C70, um aceno ao Volvo P1800 da série original.
Fort Amherst estrelou como local de filmagem para The Saint em 1997. Os túneis foram usados para a cena em que Simon recebe um mapa no túnel do Kremlin em Moscou.

## Romantização
Uma romantização baseada no roteiro do filme foi escrita por Burl Barer.

## Trilha sonora
The Saint ganhou o 1998 BMI Film Music Award.
As músicas "Out of My Mind", de Duran Duran, e "6 Underground", do Sneaker Pimps, foram tocadas durante os créditos e lançadas como singles para promover o filme.
O álbum da trilha sonora do filme, The Saint: Music from the Motion Picture Soundtrack, incluiu muitas músicas da era da eletrônica. Além de Duran Duran e os Sneaker Pimps, os artistas de gravação incluíam Orbital, Moby, Fluke, Luscious Jackson, The Chemical Brothers, Underworld, Daft Punk, David Bowie, Dreadzone, Duncan Sheik, Everything but the Girl e o tema "Polaroid Millenium" de Músico britânico Su Goodacre (também conhecido como "Superior"), que também tocou durante os créditos finais.

## Recepção

### Bilheteria
The Saint foi o filme nº 2 do fim de semana de estreia, recebendo US$16,278,873 em 2,307 cinemas nos Estados Unidos. Com um faturamento doméstico de US$61,363,304, ficou em 28º dos 303 filmes em 1997 Internacionalmente, o filme faturou US$108 milhões, com um total mundial de US$169,4 milhões.

### Resposta crítica
A resposta crítica para o filme foi mista. No Rotten Tomatoes, o filme tem uma taxa de aprovação de 30% com base em 46 revisões. O consenso do site afirma: "The Saint é assistível graças a Val Kilmer e Elisabeth Shue, mas o roteiro confuso do filme aumenta a credulidade". Em Metacritic, o filme tem uma pontuação de 50 em 100, com base em 22 críticas. O público pesquisado pelo CinemaScore atribuiu ao filme uma nota B+ na escala de A a F.
Val Kilmer ganhou uma indicação ao Framboesa de Ouro de pior ator por sua atuação no filme, mas perdeu para Kevin Costner por The Postman.

## Reboot
A Paramount Pictures está reiniciando a franquia de filmes com Lorenzo di Bonaventura produzindo e Chris Pine como Templar, enquanto Dexter Fletcher dirigirá.